# 坂本勝 (文学者)
坂本 勝（さかもと まさる、1954年-）は、日本の文学者。法政大学文学部教授。専門は上代文学。

## 略歴
1954年、神奈川県鎌倉市に生まれる。1978年に法政大学文学部日本文学科を卒業後、専修大学大学院文学研究科博士課程を満期退学する。1994年に法政大学専任講師、1995年に同大学助教授、2001年に同大学教授に就任する。2012年に『はじめての日本神話『古事記』を読みとく』でしまね古代出雲賞（古事記出版大賞）を受賞する。

## 著書
- 『柿本人麻呂《全》』共著 橋本達雄編（笠間書院、2000）
- 『セミナー万葉の歌人と作品』第6巻 共著（和泉書院、2000）
- 『古事記の読み方-八百万の神の物語』（岩波書店、2003）
- 『はじめての日本神話 『古事記』を読みとく』（筑摩書房、2012）
- 『神話世界と古代帝国』（集英社 〈アジア人物史 1〉、2023）

※分担執筆：「日本神話　記紀神話から無文字時代の古層を掘る - 大国主神話をめぐって」91-109頁

## 監修
- 『図説 地図とあらすじで読む古事記と日本書紀』（青春出版社、2005）
- 『図説 地図とあらすじで読む万葉集』（青春出版社、2006）
- 『図説 日本人の源流を探る 風土記』（青春出版社、2008）
- 『図説 地図とあらすじでわかる!古事記と日本書紀』（青春出版社、2009）
- 『図説 地図とあらすじでわかる!万葉集』（青春出版社、2009）
- 『図説　地図とあらすじでわかる！風土記』（青春出版社、2011）
- 『まんがとあらすじでわかる 古事記と日本書紀』（宝島社、2013）

## 参考
- 法政大学 - 教員プロフィール - 坂本 勝